# Clarence 'Gatemouth' Brown
Clarence 'Gatemouth' Brown (Vinton (Louisiana), 18 april 1924 – Orange (Texas), 10 september 2005) was een Amerikaanse muzikant (zang, gitaar, piano. viool, mandoline, drums en harmonica). Hij werd bekend om zijn werk als bluesmuzikant, evenals andere muziekstijlen. Hij bracht zijn carrière door met het bestrijden van purisme door oude blues, country, jazz, cajunmuziek en r&b-stijlen te synthetiseren. Zijn werk omvat ook rock-'n-roll, rockmuziek, folkmuziek, elektrische blues en Texas-blues. Hij was een veelgeprezen multi-instrumentalist, die een scala aan muziekinstrumenten bespeelde, waaronder gitaar, viool, mandoline, altviool, mondharmonica en drums. Hij won in 1983 een Grammy Award voor «Best Traditional Blues Album» voor zijn album Alright Again!. Hij wordt beschouwd als een van de meest invloedrijke exponenten van bluesfiddle en heeft een enorme invloed gehad in Amerikaanse fiddle-kringen. Brown's grootste muzikale invloeden waren Louis Jordan, T-Bone Walker en Count Basie. Zijn hoogst originele gitaarstijl beïnvloedde vele blues- en rockgitaristen, waaronder Guitar Slim, Albert Collins en Johnny "Guitar" Watson.

## Biografie

### Jaren 1940 en 1950
Brown werd geboren in Vinton, Louisiana, en groeide op in Orange (Texas). Zijn professionele muziekcarrière begon in 1945 toen hij drums speelde in San Antonio (Texas). Hij kreeg de bijnaam "Gatemouth" van een middelbareschoolleraar. Zijn carrière kreeg een boost, toen hij in 1947 een concert van T-Bone Walker bijwoonde in Don Robey's Bronze Peacock Houston nachtclub. Walker werd ziek en Brown pakte zijn gitaar en schreef en speelde snel Gatemouth Boogie, tot grote vreugde van het publiek.
In 1949 richtte Robey Peacock Records op om Browns virtuoze gitaarwerk te presenteren. Browns Mary Is Fine, gesteund met My Time Is Expensive, was een hit voor Peacock in 1949. Een reeks Peacock-publicaties tijdens de jaren 1950 was commercieel minder succesvol, maar was desalniettemin muzikaal baanbrekend. Bijzonder opmerkelijk was de instrumentale Okie Dokie Stomp uit 1954, waarin Brown onafgebroken soleert over een pittige blazerssectie (andere instrumentale nummers uit deze periode zijn onder meer Boogie Uproar en Gate Walks to Board). Okie Dokie Stomp werd ook opgenomen door Cornell Dupree in de jaren 1970, die er ook een commercieel succes mee had. Wat zijn moedige vioolspel betreft, stond Robey toe dat Brown in 1959 zijn laatste publicatie Just Before Dawn opnam bij het Peacock-label.

### Jaren 1960 en 1970
In de jaren 1960 verhuisde Brown naar Nashville (Tennessee) om deel te nemen aan een gesyndiceerde r&b-televisieshow en terwijl hij daar was, nam hij verschillende country-singles op. Hij sloot vriendschap met Roy Clark en trad verschillende keren op in de televisieshow Hee Haw. In 1966 was Brown de muzikaal leider van de huisband in het kortstondige televisieprogramma The !!!! Beat.
In het begin van de jaren 1970 hadden verschillende landen in Europa echter waardering ontwikkeld voor Amerikaanse rootsmuziek, met name de blues, en Brown was daar een populaire en gerespecteerde artiest. Hij toerde twaalf keer door Europa, te beginnen in 1971 en gedurende de jaren 1970. Hij werd ook een officiële ambassadeur voor Amerikaanse muziek en nam deel aan verschillende tournees, die werden gesponsord door het Amerikaanse ministerie van Buitenlandse Zaken, waaronder een uitgebreide tournee door Oost-Afrika. Brown verscheen op het Montreux Jazz Festival in 1973, waar hij jamde met de Amerikaanse bluesrockband Canned Heat. In 1974 nam hij op als sideman met de pianist Professor Longhair uit New Orleans op zijn album Rock 'N' Roll Gumbo (oorspronkelijk een publicatie van Blue Star Records). Hij verhuisde eind jaren 1970 naar New Orleans. In 1979 begon Brown via zijn toenmalige manager Jim Halsey aan een concerttournee van 6 weken en 44 door de Sovjet-Unie. Dit was een historische gebeurtenis, aangezien het de eerste keer was dat de Sovjet-Unie een contract sloot met een Amerikaanse burger (Jim Halsey) met betrekking tot een muzikale tournee. Alle voorgaande tournees stonden onder auspiciën van het Amerikaanse ministerie van Buitenlandse Zaken. Tot nu toe was dit verreweg de meest uitgebreide tournee die een Amerikaanse band in de USSR had gemaakt.

### Latere jaren
Tijdens de jaren 1980 bracht een reeks publicaties bij Rounder Records en Alligator Records zijn Amerikaanse carrière nieuw leven in en toerde hij uitgebreid en internationaal, waarbij hij gewoonlijk tussen de 250 en 300 shows per jaar speelde. Hij won in 1982 een Grammy Award voor het album Alright Again! en werd genomineerd voor nog eens vijf. Alright Again! wordt gecrediteerd met het terugzetten van Brown op de muzikale kaart. Hij won ook acht W.C. Handy Awards. In 1999 werd Brown opgenomen in de Blues Hall of Fame. In zijn laatste jaren handhaafde hij een volledig toerschema, inclusief Australië, Nieuw-Zeeland, Zuid-Amerika, Afrika en Oost-Europa. Zijn laatste plaat Timeless werd uitgebracht in 2004.
In september 2004 werd bij Brown longkanker vastgesteld. Hij had al emfyseem en hartaandoeningen en hij en zijn artsen besloten af te zien van behandeling voor de kanker. Dit had grote invloed op zijn muzikale carrière. Zijn huis in Slidell, Louisiana werd in augustus 2005 verwoest door de orkaan Katrina, hoewel hij vóór de storm was geëvacueerd naar zijn geboorteplaats Orange, Texas. Hij stierf daar op 10 september 2005 in het appartement van een achternicht. 
De rockcomponist Frank Zappa noemde in zijn autobiografie The Real Frank Zappa Book (1989) Brown, samen met Guitar Slim en Johnny "Guitar" Watson, als belangrijke invloeden op zijn gitaarspel. Op 25 juni 2019 plaatste The New York Times Magazine Clarence 'Gatemouth' Brown op een lijst van honderden artiesten wiens materiaal naar verluidt werd vernietigd tijdens de brand in Universal Studios Hollywood van 2008.

## Privéleven en overlijden
Brown was drie keer getrouwd en gescheiden. Er zijn vier kinderen: drie dochters, Ursula Brown uit Houston, Celeste Biles uit Vista (Californië) en Renée Brown uit New Orleans, en een zoon Dwayne Brown uit Oklahoma City.
Clarence 'Gatemouth' Brown overleed in september 2005 op 81-jarige leeftijd aan de gevolgen van longkanker. Brown is begraven op het Hollywood Cemetery in Orange. Overstromingen veroorzaakt door orkaan Ike in september 2008 beschadigden zijn graf. Zijn kist was een van de tientallen die uit hun begraafplaatsen dreef. Zijn graf is sindsdien opgeknapt en via de nalatenschapsfondsen is ter ere van hem een grafsteen opgericht. Een marker ter ere van Brown werd geplaatst door de Texas Historical Commission naast de vlaggenmast op het Hollywood Forever Cemetery.

## Discografie

### Originele albums
- 1972: The Blues Ain't Nothin'  (Black and Blue)
- 1973: Cold Storage (Black and Blue)
- 1973: Sings Louis Jordan (Black and Blue)
- 1973: Drifter Rides Again (Barclay)
- 1974: Gate's on the Heat (Barclay)
- 1974: Down South in Bayou Country (Barclay)
- 1975: Bogalusa Boogie Man (Barclay)
- 1976: Blackjack (Music Is Medicine)
- 1977: Heatwave (met Lloyd Glenn) (Black and Blue)
- 1979: Makin' Music (met Roy Clark) (One Way)
- 1981: Alright Again! (Rounder)
- 1982: One More Mile (Rounder)
- 1986: Real Life (Rounder)
- 1989: Standing My Ground (Alligator)
- 1992: No Looking Back (Alligator)
- 1994: The Man (Verve/Gitanes)
- 1996: Long Way Home (Verve/Gitanes)
- 1997: Gate Swings (Verve/Gitanes)
- 1999: American Music, Texas Style (Verve/Blue Thumb)
- 2001: Back to Bogalusa (Verve/Gitanes)
- 2004: Timeless (Hightone)

### Compilaties en bootlegs
- 1974: San Antonio Ballbuster (Red Lightnin') Peacock recordings
- 1980: Texas Blues Live in Concert

Internationaal Jazzfestival Bern, SBV
- 1983: Atomic Energy (Blues Boy) Peacock recordings
- 1985: Pressure Cooker (Alligator) Black and Blue recordings
- 1985: More Stuff (Black and Blue) Black and Blue recordings
- 1987: Texas Swing (Rounder) Rounder recordings
- 1989: Hot Times Tonight (P-Vine Records) diverse opnamen uit de jaren 1960-1970
- 1990: The Original Peacock Recordings (Rounder) Peacock recordings
- 1993: Just Got Lucky (Evidence Music)  Black and Blue recordings
- 1994: Live (Charly)  niet eerder uitgebrachte live-opname
- 1995: The Best of Clarence Gatemouth Brown, A Blues Legend (Verve) Barclay recordings
- 1999: Okie Dokie Stomp (Bullseye Blues & Jazz) Rounder recordings
- 1999: Guitar in My Hand (Catfish) Aladdin & Peacock recordings
- 1999: Hot Club Drive (P-Vine) Black and Blue recordings
- 1999: The Blues Ain't Nothing (P-Vine) Black and Blue recordings
- 2000: Okie Dokie (AIM) diverse opnames uit de jaren zestig
- 2002: 'Gatemouth' Brown: 1947–1951 (Classics) Aladdin & Peacock recordings
- 2003: Clarence Gatemouth Brown: In Concert (dvd)
- 2005: 'Gatemouth' Brown: 1952–1954 (Classics) Peacock recordings
- 2010: Rockin' Boogie Blues (Blues Boulevard) early recordings

### Andere bijdragen
- 2003: Johnny's Blues: A Tribute to Johnny Cash (NorthernBlues Music)

Met Al Grey
- Grey's Mood (Black and Blue, 1973-75 [1979])

- Biblioteca Nacional de España: XX866955
- Bibliothèque nationale de France: cb13891897g (data)
- CiNii: DA18691819
- Gemeinsame Normdatei: 130614564
- International Standard Name Identifier: 0000 0001 1471 466X
- Library of Congress Control Number: n82061739
- MusicBrainz: 039e3952-2f73-49f4-86fe-7aaee4a89a17
- National Archives and Records Administration: 10568944
- Nationale Bibliotheek van Tsjechië: js20040329001
- Nationale Bibliotheek van Israël: 987007407603305171
- Nederlandse Thesaurus van Auteursnamen: 096567430
- SNAC: w6st8nsf
- Système universitaire de documentation: 088522199
- Virtual International Authority File: 44484453
- WorldCat: E39PBJmdpJhTJymJqMjFD9f8YP